# Decebal Făgădău
Decebal Făgădău (n. 14 martie 1973, Mina Altân Tepe, România) este un politician român care a ocupat funcția de primar al Constanței în perioada 2015-2020.
Acesta a devenit primar ca urmare a demisiei din funcție a lui Radu Mazăre în anul 2015.

## Activitate politică
Făgădău a câștigat alegerile locale din 2016 învingându-l pe Vergil Chițac
La Alegerile locale din 2020 a pierdut funcția de primar ocupând abia locul 3 la alegeri după Vergil Chițac și candidatul USR Stelian Ion.

## Controverse
Pe 21 octombrie 2020 Făgădău a fost trimis în judecată de Direcția Națională Anticorupție pentru infracțiunea de abuz în serviciu pentru perioada în care a fost viceprimar al Constanței.
De asemenea pe 30 decembrie 2020 Decebal Făgădău a fost trimis în judecată într-un nou dosar de către DNA alături de fostul primar Radu Mazăre.